# 久里洋二
久里 洋二（くり ようじ、1928年4月9日 - 2024年11月24日）は、日本のアニメーション作家、イラストレーター、絵本作家、洋画家。一コマ漫画家としても活動している。本名：栗原 英夫（くりはら ひでお）。
2016年以降、クリ ヨウジ、または姓名の間に中黒を入れたクリ・ヨウジの名義を併用して活動している。

## 略歴
福井県今立郡鯖江町（のちの鯖江市）出身。父は軍人。陸軍幼年学校の受験に失敗後、旧制福井県立武生中学校（のちの福井県立武生高等学校）へ入学。中学時代に終戦を迎えた。1947年、京都市美術学校の入学試験に合格するが、父親が公職追放となり、学費の目処が立たなくなったために進学を断念し、郷里で様々な職業について家計を助けた。この頃、横山泰三の漫画に心酔し、自身でも雑誌への投稿を重ねるが、一度も採用されなかった。
横山への憧れが高じ、1950年に横山の住居・鎌倉市に近い藤沢市に移住。藤沢には漫画家の利根義雄がおり、偶然知己を得た久里は、利根の紹介で横山や、演出家の丸尾長顕と知り合う。横須賀税務署への勤務を経て、1952年には利根の斡旋で共同通信社の画信室に転職し、写真や漫画などの画像素材を地方紙に販売する業務に従事した。1954年、絵の勉強のために文化学院美術科と学校法人アテネ・フランセに入学し、3年通学。この間に小島功率いる独立漫画派に入会し、雑誌の寄稿で学費を稼いだほか、二科展への出品を開始した。
1958年、読売新聞社会部の嘱託としてカット製作に従事するかたわら、自身のアトリエ「久里実験漫画工房」を設立し、『久里洋二漫画集』を自費出版。久里は用紙や製本素材選び、印刷業者・製本業者への搬入、配本をすべてひとりで行った。久里は同作で第4回文藝春秋漫画賞を受賞した。
1960年、「久里実験漫画工房映画部」を設立し、アニメーションの自主制作を開始。映画祭への出品や、テレビ番組・テレビCMなどへの提供を数多く行い、多数の賞を受賞した（後述）。1971年には日本アニメーション協会の設立メンバーとなる。
2010年、郷里・鯖江市の郷土博物館「まなべの館」の名誉館長に就任した。久里は同館にアニメーション作品の映像資料および油彩画・アクリル画を寄贈している。
2024年11月24日に老衰により死去。96歳没。訃報は同年12月15日に公式ホームページで公表された。

### 受賞歴
- 絵画
  - 1958年 二科展特選（油彩画『鎌倉カーニバル』）[6]
- 漫画
  - 1950年 朝日広告賞第2部 佳作
  - 1958年 第4回文藝春秋漫画賞（『久里洋二傑作集』）[4]
  - 2017年 第46回日本漫画家協会賞大賞カーツーン部門（『クレージーマンガ』） - 「クリ・ヨウジ」名義[11]
- アニメーション
  - 1961年 第1回ACC CMフェスティバル漫画賞（『ミツワ石鹸』）
  - 1962年 ヴェネツィア国際映画祭青銅賞（『人間動物園』）、アヌシー国際アニメ映画祭特別書査員賞（『人間動物園』）
  - 1964年 ロカルノ国際映画祭特別賞（『ザ・ボタン』）
  - 1965年 第20回毎日映画コンクール・大藤信郎賞
  - 1967年 オーバーハウゼン映画祭最優秀賞（『殺人狂時代』）、シカゴ映画祭グランプリ（『殺人狂時代』）、ヴェネツィア国際映画祭サンマルコ獅子賞（『部屋』）
  - 1977年 ポーランド・クラカウ映画祭ドラゴンブロンズ賞（『MANGA』）
  - 1993年 アヌシー国際アニメ映画祭功労賞
  - 2006年 東京アニメアワード2006特別功労賞[12]
- 個人功労
  - 1983年 紺綬褒章
  - 1992年 紫綬褒章
  - 2011年 旭日小綬章[13]

## 主な作品

### デザイン
出版物

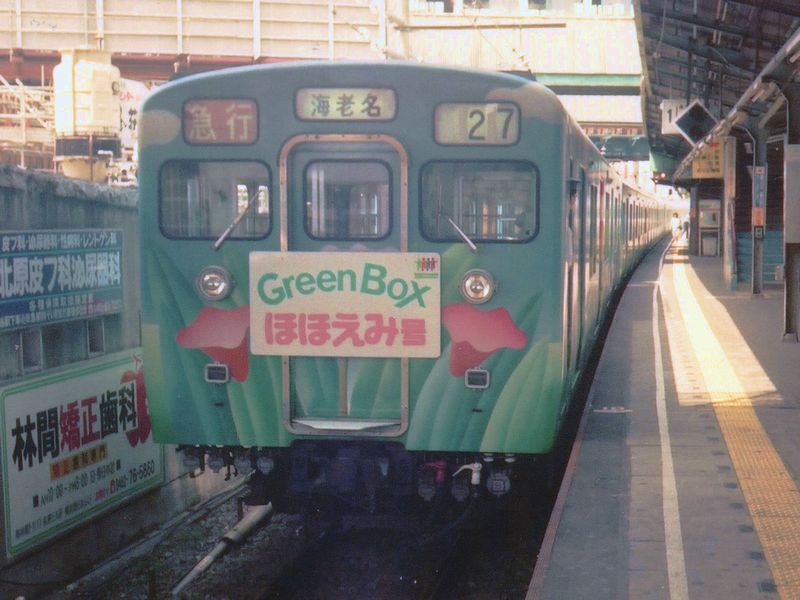
ほほえみ号

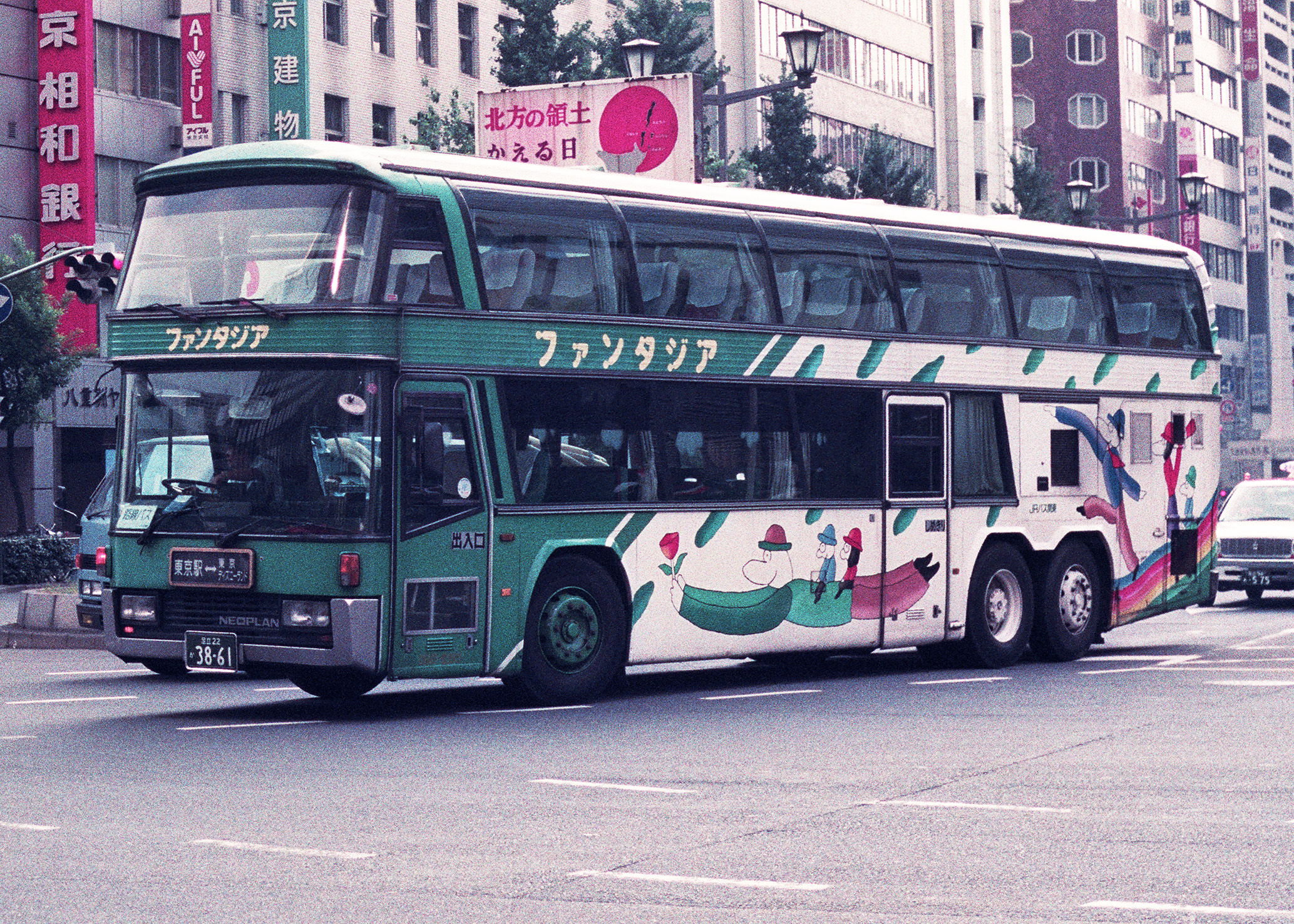
ファンタジア号

- 1970年代から2003年6月まで 日本アップジョンの広報誌『SCOPE』表紙イラストレーション提供。36年間約436点を描いた。うち61点が作品集となっている。
- 1980年 日本人で初めてスイスの美術雑誌『GRAPHIS』の表紙デザインを製作。

公共交通
- 1983年 相模鉄道の横浜駅乗り入れ50周年記念ペイント列車「ほほえみ号」の外装デザインを担当。
- 1988年 京浜急行電鉄の設立90周年記念ペイント列車の外装デザインを担当。
- 1990年 ジェイアールバス関東・東京空港交通の2階建てバス「ファンタジア号」の外装デザインを担当。

テレビ番組ビジュアル
- 気分はパラダイス - タイトルデザイン
- 24時間テレビ 「愛は地球を救う」 - 番組シンボルマーク「太陽と地球」

### アニメーション
下記のいくつかはDVD「久里洋二作品集」（ジェネオン・エンタテインメント 2002年）のほか、鯖江市「まなべの館」の常設展示で見ることができる。

#### 映画祭出品作品など
- 二匹のサンマ（白黒版：1960年 カラー版：1968年）
- ファッション（1960年）
- 切手の幻想（1960年）
- 人間動物園（1962年）
- LOVE（1963年）
- ゼロの発見（1963年）
- あっちはこっち（1963年）
- 軌跡（1963年）
- ザ・ボタン（1963年）
- 椅子（1964年）
- AOS（1964年）
- 男と女と犬（1964年）
- 隣の野郎（1965年）
- 窓（1965年）
- 殺人狂時代（オリジナル版：1965年 海外版：1967年）
- さむらい（1966年）
- 部屋（1967年）
- 花（1967年）
- あなたはなにを考えているの（1967年）
- ケメ子のLOVE（1968年）
- 馬鹿馬鹿馬鹿な世界（1968年）
- G線上の悲劇（1969年）
- 世界はわがもの（1969年）
- 寄生虫の一夜（1972年）
- ザ・バスルーム（1972年）
- IMUS（1973年）
- POP（1974年）
- 木の上の生活（1974年）
- フロイトの木（1974年）
- 人口爆発（1976年）
- 進化（1976年）
- MANGA（1977年）

#### 『みんなのうた』への映像提供
久里は日本放送協会（NHK）のテレビ番組『みんなのうた』の楽曲映像を、放送開始当初から1970年代前半まで多く手掛けた。
無印は映像がNHKに現存する曲。▲は映像現存が確認されていない曲。△は映像資料が現存しないが、水星社編集の『みんなのうた』楽譜集（音楽之友社）等に映像の一部が掲載されている曲。
- 1.プンプンポルカ / 芦野宏
- 2.熊ちゃんのピクニック（英語版） / ボニージャックス▲
- 3.赤鼻のトナカイ / ペギー葉山、東京放送児童合唱団▲
- 4.たなをつくりましょう / ヴォーチェ・アンジェリカ、中原美紗緒▲
- 5.きれいな帽子 / 芦野宏▲
- 6.ピノキオの歌 / 楠トシエ△
- 7.気のいいあひる / ボニージャックス△
- 8.一・二・三… / 楠トシエ△
- 9.デビークロケットの歌 / 弘田三枝子△
- 10.サンタはどこにいる? / スリーグレイセス▲
- 11.クラリネットこわしちゃった / ダークダックス
- 12.キャンプ料理 / ダークダックス△
- 13.トンチあそび / 天地総子、東京放送児童合唱団△
- 14.お猿と鏡 / 天地総子、フレーベル少年合唱団△
- 15.ひげのお医者さん / ボニージャックス△
- 16.でか ちび のっぽ / 諏訪マリー、東京放送児童合唱団▲
- 17.五匹のこぶたとチャールストン / 東京放送児童合唱団
- 18.陽気にうたえば / ボニージャックス
- 19.たのしいね / ヴォーチェ・アンジェリカ、杉並児童合唱団
- 20.はさみとぎ / 友竹正則、杉並児童合唱団
- 21.フリッパー / 西六郷少年少女合唱団▲
- 22.すてきな夢を / 弘田三枝子、東京放送児童合唱団▲
- 23.早口ことばのうた / ボニージャックス△
- 24.あわて床屋 / ボニージャックス▲
- 25.ちびっこカウボーイ / 弘田三枝子、ひばり児童合唱団
- 26.ママとゴーゴー / 弘田三枝子、杉並児童合唱団△
- 27.がちょうのおばさん / ダークダックス▲
- 28.怪獣がやってくる / 弘田三枝子、みすず児童合唱団
- 29.アマリリス / 弘田三枝子、シンギングエンジェルス
- 30.山寺の和尚さん / ボニージャックス▲
- 31.鬼のねがい / 友竹正則、みすず児童合唱団
- 32.あそぼうよ / ピンキーとキラーズ▲
- 33.森の熊さん / ダークダックス
- 34.洗濯ジャブジャブ / ダークダックス
- 35.カッパのクィクォクァ / 一谷伸江、デューク・エイセス
- 36.われわれは宇宙人だ! / らいふ

久里が制作した同番組映像の大半は現存が確認されていない。2011年から始まった「みんなのうた発掘プロジェクト」によって、『クラリネットこわしちゃった』と『はさみとぎ』のカラー版の映像と、『鬼のねがい』と『カッパのクィクォクァ』の映像が発見され、『クラリネットこわしちゃった』は2014年1月にお楽しみ枠、『はさみとぎ』のカラー版は2015年4月～5月、『カッパのクィクォクァ」は2016年1月にお楽しみ枠で再放送された。
2014年、『われわれは宇宙人だ!』で、39年ぶりにみんなのうたの映像を手掛けた。

#### その他のアニメーション作品
- 11PM（日本テレビ系列、1966年 - 1982年）[1] - 月曜日恒例の短編アニメコーナー「久里洋二のミニミニアニメーション」を担当[2]。
- ひょっこりひょうたん島（NHK総合テレビジョン、1964年 - 1969年、1991年 - 1992年、1991年 - 1993年、1996年） - タイトルシークェンス[2]
- 日本万国博覧会 化学工業館・電力館 外壁アニメーション（1970年）

## 作品が見られる所
- 鯖江市「まなべの館」[17] 福井県鯖江市長泉寺町1丁目9-20。福井鉄道西山公園駅そば。
- 公立丹南病院　福井県鯖江市三六町1丁目2-31　福井鉄道神明駅から徒歩3分。
- 久里洋二の世界　GALLERY K　福井県鯖江市糺町16-18。福井鉄道神明駅から徒歩21分。
- 長岡赤十字病院 新潟県長岡市千秋2-297-1 12階レストラン壁画「長岡の四季」

## 著書
- ブルンブルンおくつ（岩崎書店ポニー・ブックス 1963年）
- 女は便利な動物 久里洋二漫画集（技術出版 1965年）
- ヨーロッパ漫画旅行 キャビアとビフテキと（おおば比呂司共著 大光社 1967年）
- 英語なぞなぞえほん（講談社 1969年）
- 人間動物園（美術出版社 1979年）
- 思索ナンセンス選集 4 久里洋二のユーモア世界 世紀末ナンセンス（思索社 1984年）
- 食前、キキ一発!（新潮社 1984年）
- 神様たちのスケジュール 久里洋二のミニミニ夢劇場（評伝社 1990年）
- 久里洋二作品集（求竜堂 1991年）
- どんじり（いんなあとりっぷ社 1991年）
- 海と島のファンタジー 絵&エッセイ（ユージン伝 1992年）
- 二世ファーブル昆虫記（新潮社 1992年）
- 久里洋二の世界 エロスとユーモアの人間図鑑（池田20世紀美術館 1994年）
- ゴキブリちゃん（ARTBOXインターナショナル 2004年）
- ボクのつぶやき自伝 @yojikuri（新潮社 2012年）
- クレージーマンガ（ふゅーじょんぷろだくと、2016年） - 「クリ・ヨウジ」名義

上記のほか、絵本などへのイラスト提供多数。

## 展覧会・イベント等
- 1982年 山梨県立美術館「愛とユーモア 久里洋二世界展」
- 1985年 ベルギー・ゲント市で「久里洋二個展」
- 1986年 ニューヨーク近代美術館特別企画展「ANIMATED FILM BY KURI」
- 1988年 パリ市立近代美術館「久里洋二 スペースアート展」
- 1994年 池田20世紀美術館「エロスとユーモアの人間図書展」
- 1996年 SCOPE誌表紙絵 30年の軌跡「久里洋二の雄大な空想世界展」
- 1998年 ドイツ・シュトゥットガルトで久里洋二アニメ回順展、個展
- 1998年 「久里洋二60年代グラフィティー特集」
- 1999年 「世紀末の日本人1000人の肖像画」
- 2000年 「メルヘンとファンタジーの世界」「久里洋二の太陽」「Scope表紙絵原画展」
- 2008年 ラピュタ阿佐ヶ谷主催「アートアニメーションの小さな学校」講師

このほか、「久里実験漫画工房映画部」設立と同年の1960年、柳原良平、真鍋博と「アニメーション三人の会」を結成し、草月ホールで定期的に上映会を行った。